# 光度計

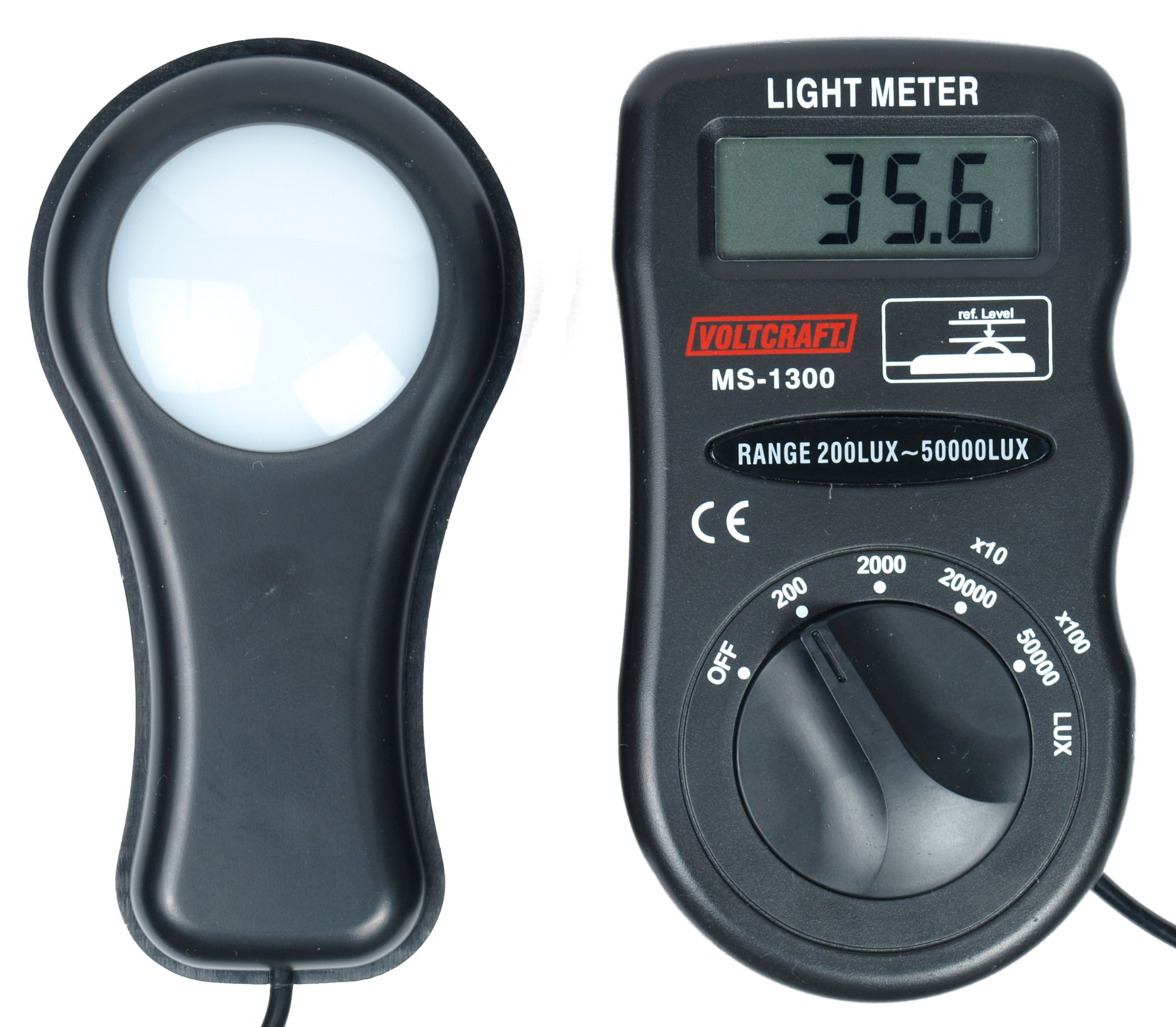
デジタル表示の光度計

光度計（こうどけい、英: photometer）または照度計（しょうどけい、英: illuminometer）は、照度や放射照度を測定する機器の総称。光度測定機器であり、次のような光の強さを測定する計測機器を含む。
- 散乱光
- 吸光
- 蛍光

フォトレジスタやフォトダイオードを使ったものが多い。どちらも光電効果を利用して光を検出し、適当な電子回路でそれを測定する。
標準光源と比較した相対的光束を測定する。光度計は測定対象の光源の照度が標準光源の照度と同じになる位置に設置する。すると、照度が距離の二乗に反比例するという性質に基づいて、相対的光束の比較を行う。

## 光子計数
光度計によっては、入射放射束ではなく、光子を数えることで測定を行う。方式は同じだが、得られる値の単位は photons/cm2 または  photons·cm−2·sr−1 となる。通常の光度計では W/cm2 または  W·cm−2·sr−1 である。
個々の光子を数えるため、測定可能な放射強度は低いものに限られる。放射強度の上限は、対応する検出器の読み出し回路の時間分解能によって決まる。現在の技術では、時間分解能はメガヘルツの範囲にある。放射強度の上限はまた、検出器自身のスループットと利得係数によっても制限される。
航空宇宙におけるリモートセンシングでは、そのような光子計数器をX線や紫外線などの電磁スペクトルの上限部分に使う。これは、一般に測定対象の放射強度が低いためであり、同時に周波数の低い光の波動としての性質に比べて、エネルギーの高い光の粒子としての性質を使った測定が難しいためでもある。逆に可視光線以下の周波数の電磁波によるリモートセンシングには一般に放射計を使う。